# Тимощук Іван Вікторович
Іва́н Ві́́кторович Тимощу́к (нар. 23 вересня 1988 — пом. 28 липня 2014) — солдат Збройних сил України, учасник російсько-української війни.

## Життєпис
Народився 1988 року в місті Новоград-Волинський. По закінченні новоград-волинської школи № 3 вступив до Новоград-Волинського промислово-економічного технікуму. Після третього курсу рік служив у Львові у внутрішніх військах 2006-го. Після повернення буквально через два дні пішов на роботу — ремонтувати машини, а згодом перейшов на ТОВ «Церсаніт-Інвест», моделювальник. Призваний за мобілізацією 10 березня.
Солдат, кулеметник 1-го механізованого батальйону 30-ї окремої механізованої бригади. Охороняв блокпости на межі з окупованим Кримом, згодом переведений на Донбас.
Загинув у бою за стратегічно важливу висоту Савур-Могила на стику кордонів Луганської, Донецької областей та державного кордону України з Росією. Зранку 28 липня підрозділи 95-ї оаембр разом з підрозділами 30-ї омбр висунулись у визначені райони для штурму кургану Савур-Могили. Загони 95-ї бригади у взаємодії з 1-ю БТГр 30-ї обмр провели штурм та захоплення кургану Савур-Могила. Попереду йшли танково-механізовані підрозділи, за ними аеромобільні. Бій тривав близько 2 годин. 30-та омбр втратили 2 БМП, одна підірвалась на міні, другу підбили. Штурмові групи обстрілювали з «Градів» бойовики і росіяни. Позиції на висоті мали бути передані БТГр «Колос» 51-ї омбр. Піхотинці утримували Савур-Могилу з 21:00 вечора 28 липня до 4:00 ранку 29 липня. Але через сильний артилерійський обстріл з російської території підрозділам 51-ї омбр довелось відступити. У тому ж бою загинули Валентин Батюк, Сергій Гаврилюк. У інших джерелах місцем загибелі вказано село Степанівка.
Залишились батьки Людмила й Віктор, малолітня сестра Іванка, наречена.
Похований у селі Сусли Новоград-Волинського району 2 серпня 2014-го.

## Нагороди та вшанування
- 15 травня 2015 року — за особисту мужність і героїзм, виявлені у захисті державного суверенітету та територіальної цілісності України, вірність військовій присязі під час російсько-української війни, відзначений — нагороджений орденом «За мужність» III ступеня (посмертно).[1]
- 15 вересня 2015-го в новоград-волинській ЗОШ № 3 відкрито меморіальну дошку випускнику Іванові Тимощуку.
- 3 жовтня 2015-го в селі Сусли проведено футбольний турнір «Герої не вмирають», присвячений пам'яті Івана Тимощука та Акі Камбарова.[2]